# Erik Tack
Erik Tack (Ronse, 8 oktober 1958) is een Belgisch politicus voor het Vlaams Blok en diens opvolger het Vlaams Belang.

## Levensloop
Na hogere studies aan de KULAK en de Katholieke Universiteit Leuven promoveerde Erik Tack in 1984 tot doctor in de geneeskunde. Sinds 1984 is hij huisarts in Ronse.
Bij de verkiezingen van oktober 2000 werd hij voor het radicaal-rechtse Vlaams Blok verkozen tot gemeenteraadslid van Ronse. Hij bleef dit tot eind 2018. Bij de gemeenteraadsverkiezingen van oktober 2018 was hij geen kandidaat meer.
Bij de derde rechtstreekse Vlaamse verkiezingen van 13 juni 2004 werd Tack verkozen in de kieskring Oost-Vlaanderen. Ook na de volgende  Vlaamse verkiezingen van 7 juni 2009 kwam hij eind juni 2009 opnieuw in het Vlaams Parlement terecht als opvolger van Guy D'haeseleer, die aan zijn mandaat verzaakte. Als Vlaams Parlementslid zetelde hij van 2004 tot 2014 in de commissie Welzijn, Volksgezondheid en Gezin, vanaf 2009 ook bevoegd voor Armoedebeleid, van 2004 tot 2007 in de commissie Wonen, Stedelijk Beleid, Inburgering en Gelijke Kansen en van 2007 tot 2014 in de commissie Algemeen Beleid, Financiën en Begroting. Bij de verkiezingen van 25 mei 2014 was hij geen kandidaat meer en verliet hij de nationale politiek.